# استراتوس تکنالوجیز
استراتوس تکنالوجیز (انگلیسی: Stratus Technologies) شرکت فناوری اطلاعات آمریکایی است، که در سال ۱۹۸۰ تأسیس شد.